# Alestes schoutedeni
Alestes schoutedeni es una especie de peces de la familia Alestiidae en el orden de los Characiformes.

## Morfología
Los machos pueden llegar alcanzar los 22 cm de longitud total.

## Hábitat
Es un pez de agua dulce y de clima tropical (22 °C-27 °C).

## Distribución geográfica
Se encuentran en África: ríos costeros del Congo, el Gabón y el Camerún.